# Sonderbundski rat
Sonderbundski rat (njem. Sonderbundskrieg, fra. Guerre du Sonderbund, tal. Guerra del Sonderbund) bio je građanski rat između dvaju saveza kantona unutar obnovljene Švicarske Konfederacije koji se odvio u studenom 1847. godine.
Rat je bio rezultat desetljeća različitih političkih težnji i tenzija između liberalnih i konzervativnih kantona. Pobjeda liberalnih kantona predvođenih generalom Guillaume Henri Dufourom dovela je do proglašenja novog ustava 1848. godine koji je ojačao središnju saveznu vlast i uspostavio sadašnju saveznu Švicarsku.